# Дицинон
Дицинон (на английски: Dicynon) е лекарствено средство, чийто кръвоспиращ ефект се свързва с въздействието му върху тромбоцитите и капилярната пропускливост.
В стоматологията се прилага при отстраняване на кисти и гранули и при екстракция на зъби. Отпуска се в ампули по 0,25 г-2 мл за венозно или мускулно приложение, и таблетки по 0.25 гр. и по 0,5 гр.